# Eugalta cameroni
Eugalta cameroni är en stekelart som beskrevs av Joseph Augustine Cushman 1933. Eugalta cameroni ingår i släktet Eugalta och familjen brokparasitsteklar. Inga underarter finns listade i Catalogue of Life.